# Pédagogie de la philosophie
Pour un article plus général, voir Philosophie de l'éducation.
 (avril 2019).
Cet article est issu d'une série de conférences qui ont eu lieu à l'université de Strasbourg II, en 1993 et 1994.

## Pédagogiede laphilosophie.
Devant le contexte de crise de l'enseignement de la philosophie liée à la généralisation de l'enseignement de la discipline et au changement de l'apprentissage scolaire, la pédagogie de la philosophie livre une réflexion proprement philosophique sur l'enseignement de sa propre matière, et ne se confond pas avec les sciences de l'éducation. La philosophie ne saurait être indifférente aux enjeux de son propre enseignement, sous peine de le transformer en un certain académisme.
Jean-Luc Nancy fait remarquer que la crise est aussi due à l'évolution des enseignants eux-mêmes. 
La question posée est de savoir si la pédagogie de la philosophie serait par essence anti-philosophique, technocratique, dès lors qu'elle ne s'adresse pas à la pure raison d'un sujet abstrait, mais à un élève de classe terminale. Cela soulève la question de l'uniformité réelle ou idéologique des classes de philosophies dans les lycées techniques et dans les universités. Le débat vise à dépasser cette opposition sensible sur le public de l'enseignement de la philosophie.
Pour commencer le débat, selon Jean-Luc Nancy, les deux positions qui s'opposent se sont figées au nom d'une certaine idée de la philosophie et qui se caricaturent l'une l'autre. Jérôme Boulanger interroge les termes de cette « dialectique de la raison éducative », et montre en quoi le débat est impossible, de par les croyances philosophiques des opposants, croyances qui traversent toute l'histoire de la philosophie.
Dans le cadre républicain de l'éducation nationale et du baccalauréat, la philosophie enseignée peut-elle être anti-maïeutique dans ses méthodes ? Aussi Nicole Grataloup et le GFEN définissent-ils la question de la façon suivante : « La communauté des professeurs de philosophie est-elle capable de travailler à définir ce qu'elle veut en commun ? »

## Une pédagogie de la philosophie?
Tout l'effort pour justifier cette pédagogie aux yeux des philosophes revient à l'intégrer dans la philosophie, ou au moins à la considérer comme la réponse pratique à un questionnement ou des exigences référés à une école philosophique, bachelardienne pour Patrick Baranger, celle d'Erlangen et le « constructivisme dialogique » de Paul Lorenzen et Wilhelm Kamlah pour Silke M. Kledzig. On rappellera que Michel Tozzi, dans une perspective plus instrumentaliste, voit dans les recherches scientifiques et pédagogiques récentes une contribution à une didactique qui resterait enracinée philosophiquement, et entend distinguer cette position de la précédente, celle qui n'entérine, comme modèles pédagogiques valables, que ceux proposés par les philosophes eux-mêmes.
La didacticienne allemande de la philosophie, Silke M. Kledzig, est confrontée à une situation bien différente : celle de l'introduction d'une option de philosophie en Allemagne. Elle retrouve parfois les termes mêmes de l'inspection française : la philosophie ne constitue pas un ensemble de contenus que la didactique aiderait à communiquer, en séduisant l'élève. Cela nous ramènerait, comme le rappelait aussi Jérôme Boulanger, au schéma marchand de la production et de l'échange ; Henri Dilberman rattache cette remarque à la critique du sophiste marchand d'opinions, au début du Protagoras.

### Ce qu'est la philosophie
La didactique doit donc se demander au moins ce qu'est la philosophie. Or, pour éviter tout dogmatisme, il faut répondre comme Kant qu'elle est l'acte de philosopher et non un contenu. Boulanger avait critiqué cette formule, en tant qu'elle se cristallisait en un adage finalement peu kantien. S'agit-il d'ailleurs de sauvegarder la liberté du maître, ou celle de l'élève ? On sait comment, dans d'autres disciplines, on a pu sacrifier la première au nom de la deuxième. Philosopher ne devrait pas en tout cas interdire d'arriver à certaines réponses, même peu en faveur dans l'opinion, ni même interdire de faire de la métaphysique, serait-elle classique.
Définie comme son propre mouvement, la philosophie semble donc être sa propre méthode, comme le veulent les anti-didacticiens. Mais Silke M. Kledzig entend bien par là une certaine méthode pédagogique, fondée sur la participation active de l'élève, sur le dialogue, dont le sujet est l'élève, avec l'aide du maître. L'on est sans doute plus proche d'un certain romantisme pédagogique que de Socrate, ce qui rejoint là aussi l'exposé de J. Boulanger. Du point de vue de la situation française, n'est-ce pas faire bon marché de l'évolution du public, faire abusivement confiance à l'intelligence des élèves, voire au sens pédagogique du professeur, selon la lecture que proposait Béatrice Normand des instructions officielles de 1925 ? Michel Tozzi considère d'ailleurs comme évident que la « didactisation » d'une discipline ne peut résoudre les problèmes de la crise de l'école, s'il identifie une dimension spécifiquement pédagogique à l'intérieur de cette crise générale, en particulier en philosophie.
En Allemagne, le doublement de chaque discipline par la didactique est institutionnel, si bien que le débat ne peut se développer que dans ce cadre, ce qui court-circuite les apories les plus stériles. Il n'est pas question de contester la didactique, mais d'en défendre une conception philosophique, et non pas pragmatique ou technocratique. On remarquera pourtant que la stratégie demeure celle d'une adaptation à l'âge et à l'expérience des élèves, ce qui ne peut nullement passer pour neutre. Ainsi, la conception même de la philosophie comme réflexive et « anthropologique », qui vient étayer la méthode dialogique n'est-elle pas en réalité le reflet théorique de cette sorte de pédagogie ? En concurrence avec le théologien et le professeur de morale, n'enferme-t-on pas d'emblée l'interrogation dans les limites de l'opinion commune ou du « politiquement correct » ? Des professeurs français considèrent ainsi que le nouveau programme du Groupe technique disciplinaire de philosophie est « aseptisé ».
Ayant besoin de points de repère, l'humanité de l'élève se les forge elle-même, à partir de sa praxis, de façon critique. Le professeur lui proposerait simplement des méthodes pour le faire. Il exigerait seulement de l'élève qu'il soit autonome. Il ne lui procurerait pas des visions du monde toutes faites.
Ainsi le fossé grandissant, décrit par Jean-Luc Nancy, entre le maître et l'élève ne se creuserait pas, car on partirait de l'expérience même de ce dernier. Mais ne risque-t-on pas en fait de réduire à peu de chose la rupture critique de l'élève vis-à-vis de son immédiateté, qui certes est toujours déjà médiate, mais pas de la façon attendue par le philosophe professionnel ? Il faudra bien que l'élève s'affronte aux interprétations toutes faites, à la rigueur de l'expression et de la pensée, à l'écriture, vécue comme étrangeté, selon Jean-Luc Nancy, et même comme arrachement pour Nicole Grataloup. Sinon, l'on pourrait bien se contenter de systématiser l'idéologie ambiante ou l'idiosyncrasie de l'élève. À l'inverse, Jérôme Boulanger avait souligné le caractère secrètement directif de ces pédagogies de la participation. Dilberman l'avait rapproché de la figure du précepteur dans l'Émile. L'intervention de Patrick Baranger a de ce point de vue le mérite de proposer une pédagogie lucidement directive, au nom de l'épistémologie bachelardienne.
Certes, les « didacticiens » veulent parfois voir, dans le sillage de Bourdieu, derrière ces critiques des méthodes dites actives, l'attachement à une conception dogmatique et magistrale de la leçon de philosophie, la sublimation de l'opinion du maître en philosophia perennis, le mépris de celle de l'élève, ravalée à la contingence au nom du critère socio-esthétique de la noblesse de la pensée. Patrick Baranger, en réponse à une question, rappelle que, chez Platon, la doxa pouvait être droite et même philosophique. Il n'en reste pas moins attaché, quant à lui, au modèle scientifique, ce qui ne signifie nullement qu'il espère que l'élève se dépouille de toute opinion avant d'entrer au temple.
L'enseignant doit accepter de s'affronter aux opinions des élèves, mais surtout se garder de leur donner le même statut qu'à son propre discours. La philosophie, comme la science, commence par la critique de l'opinion. Si l'élève ne peut exprimer ses représentations (et l'y aider, c'est déjà les critiquer), la classe de philosophie restera pour lui une affaire purement scolaire, sans incidence en dehors des devoirs et du cours. Les opinions n'en seront que consolidées, et en particulier la perception de la philosophie. Affirmer que la dignité de la philosophie la met au-dessus de toute pédagogie, se contenter de dénoncer magistralement l'opinion, a justement cette conséquence de la consolider, ne serait-ce que par le ressentiment de l'élève. Il faut donc procéder autrement, à l'aide d'un dispositif plutôt lourd d'exercices, où les procédures de renvoi du professeur à l'élève sont très méticuleuses. Cependant, cela, va à l'encontre du point de vue de Nicole Grataloup, car faire s'exprimer et s'affronter oralement des  opinions premières finit par submerger l'avis de l'enseignant sous les positions majoritaires et presque indéracinables. Cela correspond fidèlement à certaines expériences pédagogiques (par exemple quant à l'universalité du beau, ou à la valeur de l'animal) dans lesquelles, de fait, la position de la philosophie classique se voit transformée par l'élève en opinion aberrante, ou au mieux en position historiquement dépassée.
En fin de compte, même si la distinction institutionnelle entre pédagogie et philosophie peut avoir de lourdes conséquences pratiques, que la réflexion sur l'enseignement de la philosophie soit baptisée didactique philosophique ou philosophie de l'éducation peut sembler un débat plutôt formel, d'où la position très conciliatrice de François Galichet. Pédagogie et philosophie se confondent dans leur projet même. Certes, peu seraient prêts pour autant à renoncer à toute référence à l'histoire de la philosophie (ce qui semble être d'après l'exposé de Silke M. Kledzig une tendance en Allemagne) au nom du « philosopher par soi-même ». L'on espère seulement que dans le meilleur des cas ce contenu cessera d'être extérieur, qu'il se confondra avec la démarche de l'élève, qu'il deviendra culture. On semble parfois attendre (comme Nicole Grataloup) que l'élève trouve par lui-même, tel philosophème, y compris au travers de mythes et de fictions; ce qui après tout n'est peut-être pas totalement chimérique.
Le conservatisme n'est d'ailleurs pas par essence anti-pédagogique. Mettre l'accent sur un ensemble de compétences discursives et rhétoriques peut très bien s'accorder avec une vision fort dogmatique de la philosophie,  laquelle devient alors un contenu en soi, indifférent à sa voie d'accès. Précisément, Henri Dilberman reproche à Patrick Baranger de supposer derrière l'apprentissage un savoir philosophique constitué, sur le modèle de la science classique. Inversement, l'indifférence au contenu renvoie peut-être moins à une conception généreuse que sophistique de la philosophie. Aussi François Galichet rappelle-t-il que pour les « anti-pédagogues » toute utilisation de techniques est rhétorique, et donc « de droite ». Mais à moins de réaliser le fantasme du correcteur qui note sur les idées, comment procéder autrement ? Sinon faudra-t-il uniformiser à l'échelle nationale les leçons de philosophie, ne serait-ce que pour récompenser « objectivement » de leurs efforts les élèves les plus scolaires ? Ce serait faire passer le moyen (l'examen) avant la fin (le philosopher). Or ce philosopher suppose une rhétorique « au bon sens du terme » (selon l'expression de Jean-Luc Nancy), en tout cas une capacité de conceptualiser, de s'interroger et de raisonner, qui ne saurait être étrangère au langage (selon l'analyse de Nicole Grataloup). 
François Galichet précise qu'il y a erreur à écouter ceux qui assimilent l'enseignement discursif à l'opinion dogmatique et ceux qui assimilent la pédagogie à la rhétorique. Chaque adversaire caricature l'autre pour le rejeter dans la « droite », alors qu'il s'agit, selon lui, de deux courants également de « gauche », c'est-à-dire, semble-t-il, partisans de la démocratisation de la philosophie. Comme Silke M. Kledzig, François Galichet entend partir, non de l'essence de la philosophie, mais de l'élève. Mais ce n'est plus de l'expérience de ce dernier qu'il s'agit, mais de sa future situation dans le monde adulte. Il est réducteur de réduire la philosophie à l'aspect d'une conduite de vie spontanée, bien qu'il serait plus immédiatement séduisant pour l'élève. Quelle crédibilité accorder à la critique si on commence par un tel conformisme ?

#### La philosophie est aussi existentielle
En fait, François Galichet entend surtout par là congédier le débat sur « la nature de la « philosophie » ». La philosophie est au service de la praxis, citoyenne, comme le rappellent les instructions de 1925, mais aussi professionnelle ; au service de la réflexion critique, mais aussi existentielle. La philosophie se déploie aussi bien dans l'affrontement à la mort et au suicide, comme le voulait Camus, que dans la maîtrise des techniques argumentatives. Elle ne se fige donc pas dans une essence délimitée scolairement. Elle n'est pas un savoir spécialisé, comme le veulent implicitement les plus farouches adversaires de la pédagogie. De toute façon, il serait déraisonnable de vouloir transformer tous les élèves de terminale en philosophes professionnels, comme d'ailleurs en purs producteurs adaptés au marché du travail.
F. Galichet estime prudemment que certaines  techniques qui servent en philosophie (comme l'argumentation ou la prise de paroles) pourraient amener à moins négliger l'oral, et, bien sûr, à moins négliger aussi la personne de l'élève. Il préconise, à la suite de Nicole Grataloup, le recours à l'écriture fictionnelle.
Est-il vrai que la conception actuelle de la classe de philosophie ne permettrait presque jamais à l'élève de s'affronter à l'existence et au sens de la vie ? Que la réflexion se fasse à un niveau d'emblée conceptuel ne satisfait certes pas les théories de l'émergence. Mais peut-il y avoir passage par l'origine, l'immédiat, ou bien seulement allusion à l'immédiateté, instrument de la captation de l'attention de l'élève, ce qui n'est pas, en vérité, négligeable ? De façon générale, sous prétexte de rupture dialectique, n'y a-t-il pas là, (comme chez Bachelard lui-même) peut-être une nostalgie de l'origine ? (assez sensible chez Nicole Grataloup, et en particulier les exercices qu'elle propose)  . Peut-on par exemple, sans céder au pathos, prendre conscience du tragique de l'existence sans commencer par méditer les concepts de nécessité, de contingence, de sens, de néant ? Lire certains textes d'Épicure ou de Nietzsche n'est pas, ou ne doit pas, être étranger à l'existence de l'élève. Les médiations imaginées ne doivent pas nous perdre dans ce qu'il y a de contingent au sein de son expérience, mais aller droit à l'essentiel, lui permettre de le penser enfin, même au prix de simplifications.

## Débat: la pédagogie séparée de la philosophie?
Françoise Galichet avait finalement récusé le débat entre pure philosophie et pure pédagogie. La philosophie ne peut se faire toute seule, ni la pédagogie être étrangère à la philosophie.
Les didacticiens partent d'un constat, la nécessité de s'adapter à un nouveau public, et donc de sacrifier certaines exigences.

### Position des professeurs de philosophie
Pour l'inspection, l'APPEP, et la revue L'Enseignement philosophique, il ne peut s'agir que de liquider la discipline, dont l'esprit échappe radicalement au scientisme des théories cognitives. Universelle, vraie, la philosophie se fraie d'elle-même un chemin dans tout esprit, indépendamment de tout déterminisme socio-psychologique. Centrer l'enseignement sur les déficiences de l'élève, c'est le priver de cet accès au vrai. La philosophie n'a pas besoin d'être adaptée, elle est par essence pédagogique, le chemin de l'opinion au savoir. Elle ne se réduit donc pas à des résultats, qu'on pourrait savoir plus ou moins exactement et rigoureusement.

### Position des didacticiens
Les didacticiens, eux, considèrent que présupposer ce « bon sens philosophique », c'est en fait exiger de l'élève moyen une culture qu'il n'a pas, et donc l'exclure. Mais comment les méthodes actives peuvent-elles suppléer à ce manque ? Ne vont-elles pas plutôt l'entériner, au nom de la spontanéité ?
Cependant, les didacticiens font mine d'adapter à un contenu des méthodes dont les principes sont en contradiction avec lui, qui se voit réduit par Bourdieu à une certaine opinion préscientifique. Il ne peut alors s'agir, selon l'Inspection, que d'une nouvelle sophistique, autoritaire et directive sous des dehors démagogiques. Ainsi, la philosophie devient une discipline comme les autres alors que pour l'inspection elle confine au sacré.

### Issue
On pourrait rappeler avec Silke M. Kledzig qu'apprendre n'est pas une compétence, que chaque discipline définit ses propres exigences, et que donc aucun apprentissage n'est comme les autres. En ce sens, ils sont tous égaux. Ainsi pour le GREPH, justement parce que la philosophie est une discipline de formation comme les autres, son enseignement doit commencer avant la terminale, au lieu de couronner l'ensemble des études, comme le considèrent les instructions de 1925 commentées par Béatrice Normand.
Les deux adversaires se réfèrent volontiers à Socrate, mais les uns oublient l'importance de l'épreuve critique : ce qui est accouché doit encore être viable. Les autres, plus platoniciens que socratiques, croient en une évidence. (Ils oublient la mauvaise foi ou la mauvaise humeur de bien des interlocuteurs de Socrate, la difficulté et la longueur du travail de sape de l'opinion.)

### Développement sur les deux positions antagonistes
J. Boulanger considère qu'il y a là deux positions irréductibles, justement parce que ce ne sont que des croyances, « nées des illusions de notre propre raison éducative ». Les didacticiens croient en l'unité de la nature, et naturalisent donc les phénomènes éducatifs, conçus comme des propriétés du cerveau. Mais en même temps et de façon contradictoire, ils sont victimes de l'illusion humaniste de l'éducation réussie, dont il suffirait de se donner les moyens scientifiques. Ils exaltent la spontanéité de l'élève, contre le dogmatisme de la philosophie, mais ils constituent par leurs méthodes même cette dernière en contenu, nécessairement dogmatique, ou encore, comme Michel Tozzi, en un certain type de discours sur le monde, que l'on peut apprendre par des exercices et des situations appropriées. Selon F. Galichet, cependant, cette vision mécaniste de la didactique est désormais dépassée. Mais, inversement, la philosophie ne risque-t-elle pas de se dissoudre dans l'échange « transversal » d'opinions, afin d'améliorer la sociabilité, la tolérance ou même les méthodes de l'intervention orale ?
L'inspection, elle, entend éveiller le singulier à l'universel, mais elle finit par privilégier la transmission du savoir, parce qu'elle théologise le savoir philosophique, et pose alors que l'élève doit et peut y accéder par la seule parole du maître, s'il est compétent. « La présence de l'esprit à l'esprit est la seule condition pédagogique » écrit  Jacques Muglioni dans La Leçon. Le professeur de philosophie est donc un « maître à penser », avec qui l'élève serait d'emblée de plain-pied. En revanche, malgré leur scientisme, les didacticiens resteraient prisonniers d'une figure romantique du maître, comme « maître à vivre », à être soi-même. Cette conception n'est en effet pas entièrement étrangère à celle de Silke M. Kledzig, didacticienne.
L'on a donc, selon J. Boulanger, glissé du penser par soi-même au penser personnellement. Il y aurait donc dans cet impossible débat, absence d'unité du sujet et du savoir, saisie dans une dialectique.
On pourra cependant discuter la présentation de la didactique comme un bloc, d'où les réticences de François Galichet. N'y a-t-il pas une didactique scientiste et technocratique et une pédagogie romantique, clairement distinctes en droit ? Cette dernière prétend éveiller, continue Boulanger, le propre de l'élève, mais cela passe par la fascination envers le professeur. Au contraire, le maître à penser s'efface devant le savoir universel, mais y accéder suppose l'imitation au sens le plus scolaire du terme, ce qui confine au rite. Ainsi, le professeur classique intimerait à l'élève « imite-moi si tu veux apprendre à ne pas m'imiter », tandis que le maître à vivre lui soufflerait « ne m'imite pas si tu veux me ressembler ».
Ainsi, conclut J. Boulanger, s'il ne faut sûrement pas mépriser les questions de pédagogie, ni même les « sciences de l'éducation », il faut se garder de cette double illusion de la « raison éducative ». Est-ce à dire qu'il faut enseigner tout en sachant qu'enseigner est à la rigueur impossible, comme peut-être la philosophie elle-même ? Cela renverrait certes dos à dos pédagogues et philosophes.

### Quels exercices en classe de philosophie?

#### Introduction d'exercices nouveaux
Ce scepticisme est bien éloigné de l'optimisme pédagogique de Patrick Baranger et surtout de Nicole Grataloup qui s'accompagne de nouveaux exercices philosophiques de confrontation de différents points de vue. Derrière un parti pris se cache une certaine conception de la nature de l'homme, qu'on ne peut critiquer que si elle s'expose enfin, comme le remarque N. Grataloup. On ne peut, pour l'un comme pour l'autre, ignorer ce que sont les élèves au nom de l'universalité de la raison. L'attention du professeur se fixera sur ce qui leur rend difficile ou incompréhensible la philosophie. La fameuse exhortation « problématisez » reste en soi inopérante. C'est au contraire par la confrontation entre les opinions, au travers d'exercices, que naîtra une exigence interne de problématisation, d'élucidation des présupposés, où la pensée critique est déjà en jeu.
Le danger serait sans doute d'espérer de ces exercices une efficacité radicale, indépendamment de toute culture philosophique classique, voire de constituer ces exercices en fin en soi, parce qu'ils sont plus faciles pour les élèves que la rigueur technique de la dissertation. Sous prétexte de faciliter la rupture, on risquerait fort de ramener la philosophie à des opérations ludiques à portée peut-être limitée. Il n'est sans doute pas vrai que de la confrontation des opinions naît spontanément la problématisation, comme le note d'ailleurs P. Baranger. Même s'il est vrai que les exercices n'apportent pas de consolidation à l'opinion de l'élève, pire est le cours magistral qui laisse intact l'opinion, faute de s'affronter à elle.
Le travail plus proprement critique est sans doute le plus facile, mais les élèves ont  tendance à caricaturer la philosophie comme une entreprise stérile de démolition. C'est ainsi qu'ils lisent généralement Descartes, par exemple. Les exercices devraient donc se maintenir dans une atmosphère de pensée, ne jamais invoquer le concret pour le concret, ni réduire le concept à l'exemple. Ils supposent une intervention constante du professeur pour ne pas se transformer en de véritables caricatures. L'écriture fictionnelle invoquée par Galichet et Nicole Grataloup ne doit pas convaincre l'élève que philosopher, c'est imaginer. D'où l'accent mis par cette dernière sur la critique de ce mythe ainsi forgé par l'élève.
Il ne servirait à rien, selon Baranger, de heurter de front les représentations de l'élève, sinon à le braquer, ni à le prier de ne pas s'appuyer sur des opinions, ce qu'il ne peut comprendre d'emblée. La représentation du professeur est investie « affectivement ». Pour l'élève de milieu modeste, le philosophe est selon N. Grataloup une rupture avec ses parents, presque une trahison. La question est résumée par Baranger dans la formule : « comment faire avec pour aller contre » ? Il faut confronter les représentations de l'élève à leur inefficacité, alors même que l'élève développe des stratégies pour protéger leur représentation.
La confrontation à d'autres points de vue ne suffit pas, elle ne doit surtout pas conduire au relativisme ou au dogmatisme, ce qui suppose pour le moins l'intervention de l'enseignant. Il n'y a donc pas là de mythe de l'« émergence » ou de romantisme de l'immédiateté de la vie. Jean-Luc Nancy rappellera brièvement que le professeur se doit d'incarner l'objectivité.

#### Deux stratégies à associer: rupture et suture
Baranger considère que puisque la rupture philosophique des préconçus de l'élève est déstabilisante, le cadre de la classe doit, par contraste, être solide. Le savoir est une valeur, le groupe, un soutien, le professeur, un guide en qui on a confiance. Ces cadres, en particulier la figure de l'enseignant, doivent donc échapper finalement à la remise en cause ; tout ne saurait être philosophique dans un cours de philosophie, ce qui laisse une place pour des aspects proprement pédagogiques, cela contre un certain idéalisme, pourtant conservateur, du cours de philosophie.
P. Baranger associe rupture et « suture », « reconstitution en douceur » des représentations de l'élève. De fait, comment s'opère la subsomption des philosophèmes à la vision du monde de l'élève ? La perspective finalement psychologique de Baranger oblige à se poser la question en ces termes. Exiger plus, une conversion radicale à la philosophie, peut bien sous-tendre certains discours, mais reste pour le moins irréaliste. Baranger note par litote que le résultat obtenu ne sera que rarement une purge totale de la représentation. Vouloir la pureté de la philosophie, n'est-ce pas la réduire à un objet à usage purement scolaire ? Ne peut-on pas pourtant défendre l'idée que la durée du cours, voire du devoir, a pour fonction d'ouvrir une parenthèse, un dimanche méditatif de l'existence ?
Nicole Grataloup insiste sur l'apprentissage de l'écriture comme apprentissage de la pensée. L'écriture ne permet-elle pas à la pensée de se développer de façon autonome, de congédier, au risque de la mauvaise abstraction, le quotidien ? Ainsi, N. Grataloup parle-t-elle de l'émerveillement de l'élève devant les potentialités insoupçonnées de la langue, qu'il ne traite plus alors comme un instrument. Aussi préconise-t-elle des exercices poétiques. La rédaction de dialogues ou de lettres philosophiques varierait les exercices et leur attrait, en même temps qu'elle entraînerait l'élève à la discussion, à la distinction de ce qui est critiqué et de la critique elle-même. Anticiper les objections lui permettra de dépasser l'opinion, mais aussi, ajouterons-nous, de ne pas s'enfermer dans le plan stéréotypé thèse-antithèse. Le risque serait sans doute que l'élève oppose point de vue à point de vue, au lieu de dégager les insuffisances de la thèse critiquée. Il n'est pas du tout sûr, comme l'expérience le montre sans doute, que l'élève soit prêt à multiplier les exercices quand il sait qu'au baccalauréat il devra choisir entre un commentaire et deux dissertations, surtout s'il aperçoit mal la finalité de ce qui lui paraît un jeu, pas nécessairement facile, et qu'il n'a jamais fait.
L'élève a tendance à ne pas discerner rhétoriquement hypothèse, affirmation, objection, réfutation. Ces exercices ont donc pour objet de l'amener à une écriture « polyphonique », ou il doit continuellement distinguer les différentes voix, sans se réfugier dans l'opposition massive d'une thèse et de son contraire.

#### Eviter les consignes abstraites
N. Grataloup insiste sur le fait que l'esprit de l'élève n'est pas une tabula rasa, qu'il a toujours des méthodes, même très mauvaises, en particulier à l'écrit. Il faut lui réapprendre à relier les exigences et le sens, la langue et le contenu. Il faut donc inventer des exercices en rapport avec cette unité, au lieu de multiplier les consignes abstraites, comme le font les « annabacs ». Certes, on répondra peut-être, comme Michel Serres, que tout ce qu'on peut attendre d'un professeur, c'est qu'il indique ce qu'il ne faut pas faire, et qui correspond à ces mauvaises méthodes invétérées, qui n'ont d'autre raison d'être que de permettre l'économie de la pensée et de la liberté.

#### Entraîner à l'écrit dès le début de l'année
L'écriture philosophique est difficile. Les exercices doivent s'affronter à cette difficulté, et non pas l'escamoter. Or cette dérive est classique dans toutes les disciplines « pédagogisées ».
Laisser s'exprimer l'opinion par écrit ne renferme pas le danger d'enfermer l'élève dans une complaisance narcissique, considère Baranger, parce que ce n'est que la première étape d'un dispositif qui s'étalera sur l'année entière. Il ne s'agit pas de faire croire à l'élève qu'il philosophe déjà, mais seulement de l'amener à philosopher par rupture avec ses représentations.
La langue des élèves n'est pas celle de l'école, la philosophie est au summum de ce décalage, notent N. Grataloup et Jean-Luc Nancy. Il ne s'agit pas, dit la première, de transformer les professeurs de philosophie en professeurs de grammaire, mais de ne plus distinguer travail de la langue et travail de la pensée. Aussi faudra-t-il libérer l'élève de la crainte d'écrire, multiplier les occasions d'écrire différemment, tout en disciplinant l'écriture. Il est vrai qu'il y a bien des styles différents d'écriture philosophique. Le plus facile à imiter n'est sans doute pas le moins technique en apparence. L'apport de la scolastique permet à l'élève sérieux de s'accrocher à quelque chose de défini, qu'il suffit d'apprendre. Autrement, n'encourage-t-on pas la paresse de certains élèves, qui ne dépassent jamais le niveau d'un devoir bien écrit, mais superficiel ?

#### Évaluer l'élève sur plusieurs compétences
Enfin, l'évaluation des travaux devra mettre en lumière la multiplicité des exigences et des compétences, et non se réduire à une note globale. Quant à la « fiche de méthode » accompagnant la dissertation, elle risque de se révéler assez peu éclairante pour le correcteur ; certes, elle lui donnera l'occasion de corriger de la façon la plus explicite les fautes stéréotypées.

#### Conclusion
Selon Jean-Luc Nancy, le contact immédiat avec la philosophie, selon l'adage in media res, constituerait la meilleure des pédagogies. Sinon, en viendra-t-on à inviter les élèves à dessiner la caverne de la République ? Cependant, le conseil de Baranger est d'avoir concurremment recours aux deux stratégies, rupture et suture. Il y a une façon d'accompagner la rupture qui finit par aseptiser la pratique de la philosophie, par refus de l'inquiétude induite par la réflexion par soi-même. La tentation d'accompagner l'élève en le maternant risque fort de repousser toujours plus loin la prise de conscience de la pratique réelle de la philosophie, dans ce qu'elle a de moins naturelle et moins stéréotypée. 
Refuser les formes académiques ne doit pas non plus nous amener à multiplier des exercices, scolaires non plus par leur sécheresse mais par leur fausse prise en compte de l'immédiat de l'élève, sans doute moins infantile que le pédagogue semble parfois l'imaginer. Tout se joue, semble-t-il, dans le passage de la théorie pédagogique à l'exercice. La continuité semble parfois discutable.

### Les obstacles culturels à la pratique de la philosophie

#### Une image d'inefficacité
On ne saurait réduire la crise à une question de niveau culturel, ou même de « profil épistémologique ». Sinon, dans ce cas, le professeur n'aurait finalement qu'à faire son métier.
Béatrice Normand, en procédant à la lecture des instructions de 1925, rédigées par De Monzie, avait profondément mis en doute la possibilité même de l'enseignement de la philosophie dans les classes actuelles, tout particulièrement dans les terminales techniques. Que faire lorsque les élèves ne sont tout simplement pas prêts à accepter quelque rupture que ce soit, et surtout pas à réfléchir ?
En 1925, le ministre Anatole de Monzie, l'adversaire de Célestin Freinet, faisait des acquisitions antérieures la condition du cours de philosophie. Le projet d'introduire la philosophie en amont de la Terminale au nom des lacunes de l'enseignement des autres disciplines, ou au nom de sa spécificité réflexive, suivrait l'exemple de l'Allemagne où, comme le mentionnait Silke M. Kledzig, l'enseignement de la philosophie n'est pas confiné en dernière année. La philosophie est une discipline nouvellement introduite dans le secondaire allemand, ainsi que Silke M. Kledzig l'indique. Le nouveau cours optionnel de philosophie au Danemark y rencontre du succès, malgré sa concurrence avec l'économie et l'informatique. Pourquoi, alors, la discipline n'a-t-elle pas aussi cette image prestigieuse en France, ou pourquoi, sinon, cette image reste-t-elle généralement inopérante ?

#### L'implication particulière que demande la philosophie
Pour Béatrice Normand, l'élève actuel n'est plus prêt à consentir attention, à accepter de réfléchir, à apprendre. Il veut tout au plus réussir son devoir au baccalauréat, d'où le recours massif aux « annabacs ». Il attend un cours qui soit immédiatement utilisable dans cette optique, il renâcle à apprendre régulièrement, étranger à toute maturation. N. Grataloup voyait dans l'école elle-même un obstacle à la philosophie, parce que dans les autres disciplines l'exigence d'autonomie a été tournée « pédagogiquement » par le recours à des travaux entièrement directifs et guidés. Les mathématiques se voient réduites à un travail d'application de formules connues. L'élève n'a plus à se demander ce qu'il a à faire ni pourquoi. C'est en philosophie que la question resurgit, mais sous la forme « la philosophie, ça ne sert à rien », formule récurrente aussi chez les parents d'élèves.

#### L'appauvrissement général de la langue et de la culture générale
Jean-Luc Nancy insiste sur l'obstacle de la langue en classe de philosophie. Il rappelle que, dans les années 1960, les professeurs de français ont converti leur enseignement en direction de la langue parlée par les élèves. À l'inverse, l'écart se serait accru en classe de philosophie, et pas seulement du fait des élèves ou des lacunes de l'enseignement du français.
Tandis que les professeurs de lycée se rapprochent de ceux d'université, à l'inverse les étudiants se rapprochent des élèves de terminale, avec le handicap supplémentaire d'une culture historique très mal assimilée. On ne peut plus, à l'université en tout cas, tout ramener à la seule dimension réflexive et critique. Au lycée comme en université, l'exigence philosophique est battue en brèche par le « déséquilibre de la formation générale ». Au baccalauréat comme à l'agrégation, les candidats se révèlent incapables de lire les textes qui leur sont soumis, tant le registre de langue est étrange pour eux.
Jean-Luc Nancy décentre le débat vers l'évolution de l'enseignant de philosophie du secondaire. Selon sa propre expérience d'élève dans les années 1950, les professeurs de philosophie étaient alors bien moins spécialisés en histoire de la philosophie et en métaphysique. Leur culture restait très imprégnée de la psychologie de Pradines ou de Piaget. L'ouverture aux Allemands, au marxisme, à Sartre ou même au structuralisme aurait conduit à privilégier, selon l'expression de Dilberman, la « philosophie philosophante ».

#### Scolarisation de la philosophie
Ne s'agit-il pas là aussi d'une « scolarisation » de la discipline, qui va assez dans le sens du rapport Bouveresse-Derrida, si du moins cette technicisation de la philosophie était maintenue dans des bornes plus raisonnables ? N'y a-t-il pas concurremment, comme les interventions l'ont assez illustré, une tendance à la maïeutique et au dialogue, au retour au concret, que Marx, Sartre, ou la phénoménologie ont inauguré, même sous des formes méconnaissables pour l'élève moyen ? Faut-il donc tourner la pédagogie vers la scolastique, voire la philosophie officielle, ou au contraire vers la praxis, voire le romantisme ?
En province surtout, les meilleurs étudiants échappent à l'université. C'est la question même de la finalité de cette dernière qui est en jeu, ainsi que la division toute française entre cursus universitaire et la filière des grandes écoles. La formation en classe préparatoire est trop scolaire, tandis qu'elle est trop relâchée en université. C'est tout particulièrement l'année de maîtrise qui révèle « ce qui a été engagé dès la terminale et au-delà », en particulier un manque de « rhétorique au bon sens du terme ».
Jean-Luc Nancy affirme que la demande générale de philosophie ne se situe certes pas dans les lycées, en particulier les classes techniques, mais plutôt dans la société et l'entreprise, à la recherche de repères, ou d'un regard plus pratique ou humain, en tout cas moins technique. Cela explique l'apparition de consultants d'entreprise philosophes, ou encore de cabinets de philosophie. Parallèlement, la fuite vers l'enseignement amène des candidats nombreux aux concours. Les étudiants de philosophie ont augmenté de 50 % en première année à Strasbourg.
Cela ne change rien au déséquilibre culturel à l'origine de la crise de l'enseignement de la discipline, d'autant que tout changement de programme ou d'exercices provoque le rejet de la profession, comme le montrent les réactions au rapport de Bouveresse et Derrida.

### Conclusion
Il n'est finalement pas question de renoncer à l'exigence philosophique. Même si on en propose une image plus prosaïque et moins historique, tous insistent sur sa dimension critique et sa rigueur rationnelle. C'est faire passer cette exigence qui pose problème, en particulier au niveau de la langue. On ne peut plus espérer que l'élève franchisse facilement l'obstacle de l'étrangeté du discours philosophique, y compris sous ses aspects les plus superficiels. Il faut donc remettre en honneur la maïeutique, sans céder aux facilités d'une égalité fictive du maître et de l'élève. La multiplication des exercices ne doit surtout pas faire perdre de vue l'exigence de la philosophie, ni brouiller son identité, déjà bien difficile à apprécier.
Or, le professeur de philosophie ne peut pas s'appuyer sur un contenu au sens banal du terme. Sa démarche n'est pas non plus dans l'air du temps, elle ne s'insère pas réellement dans le prolongement de l'attitude naturelle. Si on part de l'opinion, ce ne peut être que pour la critiquer, voire pour lui faire dire ce qu'elle ne veut pas dire, à savoir identifier ses présupposés. Certes, le fossé entre opinion et culture philosophique est peut-être moins grand parfois, ce qui est finalement affirmé par N. Grataloup, surtout si on réduit la philosophie à ses aspects éthico-existentiels. Cependant, cette continuité, même dialectique, n'est-elle pas en grande partie mythique ? N'introduit-on pas dans l'interprétation, des concepts qui ont pour origine le langage ou la culture historique, mais pas la structure implicite du vécu de l'élève ? Au niveau élémentaire de l'élève, on ne peut tout de même pas procéder par variation éïdétique. Refuser toute scolastique semble peu praticable; prétendre que c'est l'élève qui trouve de lui-même ces instruments, par réflexion ou usage créateur de la langue, confine à la mystification. Il y a donc bien un certain saut, dont la maïeutique révèle la nécessité, mais qu'elle ne peut laisser faire par l'élève, conçu du moins comme vierge de tout savoir et ne disposant que de représentations. Quand c'est réellement le cas, le cours de philosophie mérite difficilement son nom.
Les aspects les plus scolaires ont au moins le mérite de conférer un cadre, voire un certain contenu historique au cours ; il n'est sans doute pas vrai que leur valeur s'arrête là. Interrogation et culture ne sont nullement antagonistes, il serait vain de se réjouir d'avoir des élèves tout naturels, même si cette naturalité paradoxale est celle de la société post-industrielle. Certes, personne ne l'a fait, tant les difficultés sont évidentes pour l'enseignant. Cette tentation n'existe-t-elle pas, cependant, dès lors qu'on s'imagine pouvoir tout tirer de l'élève, même dialectiquement, de son activité vivante, où sens et travail coïncident sans aucune médiation abstraite et technique (comme chez Bergson) l'acte de voir produisant l'organe de la vue ?
De fait, les élèves font spontanément de l'histoire de la philosophie, en recopiant force manuels, en général de façon totalement déplacée. Cela est peut-être lié à l'étrangeté pour eux du cours, ce qui les amène à vouloir reproduire cette étrangeté, ce décalage distingué. En ce sens, les détourner, non vers l'immédiateté, mais vers le questionnement vivant est effectivement la première chose. Ce questionnement ne deviendra pas pertinent indépendamment de toute culture historique. Selon Baranger, le plus difficile à obtenir, ce sont justement des devoirs problématisés. La culture est vite réduite par l'élève à un ensemble d'opinions diverses. L'élève sait bien poser des questions, mais pas des problèmes. Peut-on alors faire l'économie d'exemples (classiques ou non, philosophiques ou non) de problématiques, et lui demander de commencer par le plus difficile ? En réalité, on le guidera par la main dans cette élaboration, très fidèle en cela à Socrate et au Ménon.
Le cours de philosophie ne peut produire des philosophes en une seule année. En conclure que le travail de l'enseignant a été vain ne s'impose pas. Malgré le « fléau endémique » du baccalauréat (selon l'expression d'Antoine Augustin Cournot reprise par le GREPH), la philosophie en reste à une certaine distance vis-à-vis des évidences.